# Jean-Daniel Nicoud
Jean-Daniel Nicoud (Bonvillars, 31 agosto 1938) è un informatico svizzero, noto per aver inventato un mouse per computer con codificatore ottico, l'elaboratore Smaky e il CALM (Common Assembly Language for Microprocessors).